# 7502 Arakida
7502 Arakida eller 1996 VP7 är en asteroid i huvudbältet som upptäcktes den 15 november 1996 av de båda japanska astronomerna Takeshi Urata och Yoshisada Shimizu vid Nachi-Katsuura-observatoriet. Den är uppkallad efter Hideyoshi Arakida.
Asteroiden har en diameter på ungefär 7 kilometer och den tillhör asteroidgruppen Koronis.